# Sarki ürge
A sarki ürge (Urocitellus parryii) az emlősök (Mammalia) osztályának a rágcsálók (Rodentia) rendjébe, ezen belül a mókusfélék (Sciuridae) családjába és a földimókusformák (Xerinae) alcsaládjába tartozó faj.

## Rendszertani eltérés
A legújabb DNS vizsgálatok alapján, a korábban alnemként kezelt taxonokat nemi rangra emelték. Tehát az Urocitellus alnem tagjai manapság többé nem tartoznak az ürge (Spermophilus) nembe.

## Előfordulása
A sarki ürge a kanadai Hudson-öböltől Alaszkáig és az Oroszország északkeleti részén fekvő tundrákig fordul elő.

## Alfajai
- Urocitellus parryii parryii Richardson, 1825 - korábban: Spermophilus parryii parryii
- Urocitellus parryii ablusus Osgood, 1903 - korábban: Spermophilus parryii ablusus
- Urocitellus parryii kennicottii Ross, 1861 - korábban: Spermophilus parryii kennicottii
- Urocitellus parryii kodiacensis J. A. Allen, 1874 - korábban: Spermophilus parryii kodiacensis
- Urocitellus parryii leucostictus Brandt, 1844 - korábban: permophilus parryii leucostictus
- Urocitellus parryii lyratus Hall & Gilmore, 1932 - korábban: Spermophilus parryii lyratus
- Urocitellus parryii nebulicola Osgood, 1903 - korábban: Spermophilus parryii nebulicola
- Urocitellus parryii osgoodi Merriam, 1900 - korábban: Spermophilus parryii osgoodi
- Urocitellus parryii plesius Osgood, 1900 - korábban: Spermophilus parryii plesius
- Urocitellus parryii stejnegeri J. A. Allen, 1903 - korábban: Spermophilus parryii stejnegeri

## Megjelenése
Az állat hossza 39 centiméter, testtömege 700-800 gramm. A sarki ürge bundája sárgás vagy vörösesbarna színű, melyet világos foltok díszítenek. Az állat télen igen sovány, nyáron viszont sokat hízik, hogy a téli hidegre melegítő zsírréteg álljon rendelkezésére. Mint minden ürgének, a sarki ürgének is van pofazacskója, amelyet táplálékszerzéskor használ. Fülei kicsik, hogy minél kevesebb hőt veszítsen. Mancsain éles, erős karmok vannak.

## Életmódja
A sarki ürge nappal aktív, csapatokban él és téli álmot alszik. Tápláléka magvak, levelek, gyökerek, bogyók, virágok és gombák. Az állat 6 évig él.
A sarki ürge hibernált állapotban vészeli át a telet, a nőstények augusztus elejétől április végéig, a hímek szeptember végétől április elejéig. Ezalatt a testhőmérsékletük az aktív időszakbeli 37 °C-ról fagypont alá, akár -3 °C-ig süllyedhet.
Párzási időszakban a hímek megverekednek a nőstényekért.
Hangokkal és fizikai érintkezéssel is kommunikálnak. Amikor találkoznak, orrukat vagy egyéb testrészeiket összeérintik. Veszély esetén "csip-csip"-szerű hanggal figyelmeztetik egymást. Ez a jelzés a ragadozótól függően változhat. A mélyebb gégehangot a felszíni, míg a magasabb hangokat a levegőből jövő fenyegetettség esetén használják.

## Szaporodása
Az ivarérettséget egyéves korban éri el. A párzási időszak május–június között van. A vemhesség 25 napig tart, ennek végén 5-10 utód jön a világra. Az utódok születésükkor vakok és csupaszok. Az elválasztás hathetes korukban következik be.